# NGC 6302
NGC 6302（Caldwell 69）は、さそり座にある双極性の惑星状星雲である。その形からバタフライ星雲とも呼ばれる。星雲中の構造は、これまで惑星状星雲で観測された中で最も複雑なものの1つである。スペクトルにより、中央の恒星の表面温度は20万Kを超え、この銀河の中で最も熱い恒星の1つであることが示されており、形成の元となった恒星が非常に大きいものであったことが示唆されている（PG1159型星参照）。
中央の恒星は白色矮星で、改良されたハッブル宇宙望遠鏡の広視野カメラ3を使って、近年になって発見された(Szyszka et al. 2009)。恒星の現在の質量は、約0.64太陽質量であり、周囲にガスと塵でできた非常に密度の濃い円盤を持っている。この密度の高い円盤により、恒星から流れ出る物質は、砂時計のような双極構造を形成することになる(Gurzadyan 1997)。この双極構造は、様々な興味深い構造を示す。

## 観測の歴史
この天体はニュージェネラルカタログに含まれているため、少なくとも1888年以前から知られていたことになる。NGC 6302に関する最も初期の研究は、1907年にこの天体について記述したエドワード・エマーソン・バーナードのものである(Meaburn et al. 2005)。
その後、この天体は多くの研究の対象となり、様々な興味深い性質が示された。近年の研究の興味は、星雲の励起の機構から、大量の塵成分の性質に移ってきた。
2009年9月にハッブル宇宙望遠鏡が最後のサービスミッションを開始してから初めての撮影対象の1つとなった。

## 性質
NGC 6302は、2つのローブを持つ双極構造で近似される複雑な形態を持つが、この2つのローブは、前段階の1度の質量喪失に由来するという証拠がある。星雲のくびれ部分の暗い線は、全ての波長で中央の恒星を隠している(Matsuura et al. 2005)。観測により、メンゼル3で見られるような直交するスカート状の構造が存在することが示された(Meaburn et al. 2005)。星雲全体は、12.8°傾いている。
NGC 6302の北西のローブは、中央の恒星から3′.0の範囲に伸び、約1900年前の爆発により形成されたと推定されている。この星雲には、その壁が正確にハッブル型のアウトフローに従った円形の部分を持つ（ここでは、アウトフローの速度は、中央の源からの距離に比例する）。中央の恒星からの角距離1′.71の地点では、このローブのフローの速度は、263km/s1と測定される。ローブの最外縁部では、外向きの速度は600km/sを超える。ローブの西端では、この領域でアウトフローを変質させるガスの小球の衝突の痕跡が見られる(Meaburn et al. 2005)。

## 中央の恒星
既知の恒星の中で最も温度が高いものの1つであるこの星雲の中央の恒星は、その高い温度により主に紫外線を放射しており、また塵のトーラスが特に紫外線域の大部分の放射を遮蔽していたため、さらに明るい背景放射のために、かつては検出されなかった。ハッブル宇宙望遠鏡による最初の撮影では見つからなかったが(APoD 2004)、改良されて解像度が向上した広視野カメラ3によって、暗い恒星の存在が明らかとなった(Szyszka et al. 2009)。温度は約20万K、質量は約0.64太陽質量であることが示された。恒星の元の質量はもっと大きかったが、大部分は惑星状星雲が形成された際に放出された。恒星の温度と光度は、この恒星が既に核融合を停止しており、1年に1%ずつ暗くなりながら白色矮星になりつつある途上にあることを示している。

## 塵の化学
星雲の中央で目立つ暗い線は、ケイ酸塩の結晶、水の結晶、水晶の複合体から構成されるという特異な化学組成を持つ証拠が得られており、また太陽系外で初めての炭化水素の存在も示唆されている(Kemper et al. 2002)。水のない環境では炭化水素の形成は難しいことから、この検出については未だ議論されており、結論は出ていない(Ferrarotti & Gail 2005)。
NGC 6302で検出される塵の最も興味深い特徴の1つは、ケイ酸塩等の酸素の豊富な物質と多環芳香族炭化水素等の炭素の豊富な物質の両方が存在することである(Kemper et al. 2002)。通常の恒星は、酸素の豊富な物質か炭素の豊富な物質のどちらかのみで構成され、前者から後者への変換は、恒星大気における核変換や化学変化によって、恒星の進化の末期に起こる。NGC 6302は、炭化水素分子が酸素の豊富な環境で形成された天体のグループに属する(Matsuura et al. 2005)。

## ギャラリー

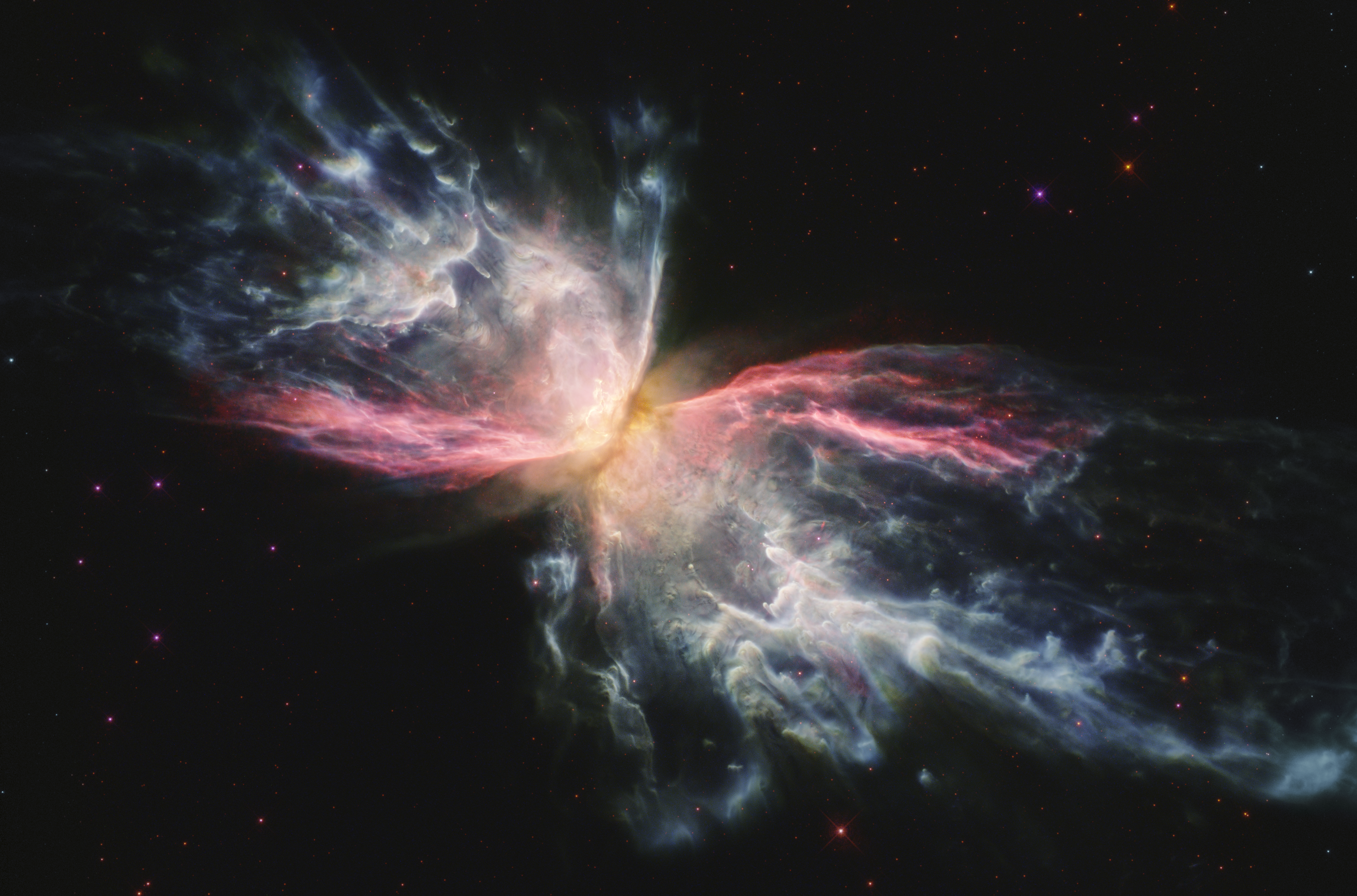
赤で着色された部分は鉄の分布を示している[12]。